# Niall Ferguson
Niall Campbell Douglas Ferguson, född 18 april 1964 i Glasgow i Skottland, är en brittisk historiker och innehavare av Laurence A. Tischs professur i historia vid Harvard University. Han är även permanent gästföreläsare vid Jesus College i Oxford och Hoover Institution vid Stanford University.

## Biografi

### Uppväxt och studier
Ferguson föddes i den skotska staden Glasgow, fadern var läkare och modern lärare i fysik. Barndomshemmet var ateistiskt och Ferguson är än idag icke troende, men har på senare tid kommit att tvivla på ateismen och besöker ibland gudstjänster tillsammans med sina barn. Hans tidigare ateistiska hustru Ayaan Hirsi Ali betecknar sig numera som kristen.
Efter gymnasiestudier i Glasgow fick Ferguson ett 50%-stipendium till Magdalen College i Oxford. Han tog ut Master of Arts i  historia 1985 och erövrade doktorsgraden 1989 med avhandlingen "Business and Politics in the German Inflation: Hamburg 1914–1924".

### Karriär
Ferguson är ekonomihistoriker, med specialisering på världshistoria och ekonomisk historia, särskilt hyperinflation och obligationsmarknadsteori samt brittisk och amerikansk imperialism. Han är känd för ett populärvetenskapligt författarskap i finanshistoria med influenser från till exempel Thomas Hobbes, Norman Stone, A.J.P. Taylor, Kenneth Clark, Adam Smith, Friedrich Hayek, John Maynard Keynes och David Landes.
I Niall Fergusons författarskap ingår böcker som Empire: How Britain Made the Modern World, Pengarnas tid (The Ascent of Money: A Financial History of the World) och Civilization: The West and the Rest; samtliga har gått som dokumentärer på brittiska Channel 4. 2004 utnämndes Ferguson till en av de 100 mest inflytelserika personerna i världen av amerikanska tidskriften Time. Sedan 2011 har han ingått i redaktionen för Bloombergs kabeltvkanal för affärsnyheter i USA och kolumnist på Newsweek. Under 2012 har Ferguson arbetat på en officiell biografi om Henry Kissinger, ett arbete som inleddes i samarbete med Kissinger 2003.
Ferguson ingick som rådgivare i John McCains presidentvalskampanj 2008 och har under 2012 uttryckt sitt officiella stöd för Mitt Romneys kandidatur.

### Familj
Sedan september 2011 är Ferguson gift med Ayaan Hirsi Ali.